# Sónica
Sónica é uma banda de pop punk da Venezuela formada em Caracas em 1998. Todos os integrantes são caraquenhos, são eles: Iván Infante, Marco Ramos, María Imhof e Martín Imhof. A banda já lançou dois álbuns de estúdio: "Tarde o Temprano" (2005) e "Lo Que Escribo Sobre Ti"  (2007).

## História
Originalmente formada por Martín Imhof (bateria), María Imhof (Guitarra), Jean Carlo Calderon (Vocal), Nelson Porras (Guitarra) e Gilbert Lugo (Baixo em 1998, a banda Sónica em Caracas inicia sua produção artística influenciada pelo estilo punk rock californiano.
Em 2005, a formação inicial, que já havia durado 7 anos, teve de ser alterada. Com a saída de Nelson Porras e Gilbert Lugo entraram dois novos integrantes Ricardo Sosa e Leonardo Borges. Neste mesmo ano foi lançado o primeiro álbum "Tarde o Temprano" com 14 faixas e participações especiais de Eddie Cisneros, Ottoniel Poveda e Juan Carlos Chávez.
Em 2006 a banda tem mais uma perda de integrante, Jean Carlo Calderon deixa a banda. Ricardo Sosa, guitarrista, agora torna-se também vocal.
Após vários shows e forte presença no cenário underground caraquenho, a banda lança em 2007, com apoio da Fundación de Apoyo al Talento Nacional, o segundo álbum "Lo Que Escribo Sobre Ti". No mesmo ano a banda tem a oportunidade de representar a Venezuela no programa Rally MTV na MTV e assim apresentar-se em alguns países da América do Sul como Colombia, Brasil e Argentina.
Em 2009, Ricardo Sosa e Leonardo Borges deixam a banda. Assim, os únicos participantes da formação original de 1998, Martín e María Imhof completaram a formação com Iván Infante, na guitarra, e Marco Ramos, no baixo e vocal.

## Membros
- Iván Infante - vocal/baixo
- Marco Ramos - baixo
- Maria Imhof - guitarra
- Martín Imhof - bateria

## Discografia

### Álbuns de estúdio
| Tarde o Temprano |
| --- |
| - Ano: 2005 - Gravadoras: Sony BMG - Produtor: Juan Carlos Chávez, José Miguel de Robertis 1. Siempre 2. Runaway 3. Costa Rica 4. Cuánto Me Cuesta 5. Perfecto 6. ¿Por Qué? 7. Nada 8. Adiós 9. No Me Interesa 10. Ayer 11. Canción 12. Mi Ventana 13. Tiempo 14. Sónica          |
| Lo Que Escribo Sobre Ti |
| - Ano: 2007 - Gravadoras: Lemon Pie - Produtor: David Pérez 1. Sueño 2. Adriana 3. Escúchame 4. Broken 5. No lo Entiendo 6. Escribo Sobre Ti 7. Ya Verás 8. Una Vez Más 9. Mi Error 10. A Fin de Cuentas 11. Esta Vez 12. No Intentes Detenerme 13. Polo de la Soledad 14. Camino |